# Kale, Denizli
Kale là một huyện thuộc tỉnh Denizli, Thổ Nhĩ Kỳ. Huyện có diện tích 680 km² và dân số thời điểm năm 2007 là 22542 người, mật độ 33 người/km².